# Réserve de biosphère de Fontainebleau et du Gâtinais
La Réserve de biosphère de Fontainebleau et du Gâtinais est la 10e réserve de biosphère située en France et désignée par l'UNESCO depuis le 10 décembre 1998 dans le cadre du programme sur l'Homme et la Biosphère. A la différence des autres réserves de biosphère françaises qui sont soutenues soit par des parcs nationaux ou naturels régionaux, soit par des structures regroupant des communes (syndicat, communautés de communes, ...), elle possède la particularité d'être portée par une association, l'Association de la Réserve de biosphère de Fontainebleau et du Gâtinaiset dispose ainsi de ses propres salariés.

## Géographie
La Réserve de biosphère est située en région Île-de-France, à cheval sur les départements de l'Essonne et de la Seine-et-Marne, à 60 km de Paris environ. Elle occupe une surface totale de 150 544 ha,. Du point de vue administratif, elle comprend 130 communes regroupées en 10 intercommunalités. Elle englobe entièrement le Parc naturel régional du Gâtinais français et le Massif de Fontainebleau.Le PNR du Gâtinais représente environ la moitié de la superficie de la réserve de biosphère, en 2024.
- Son aire centrale est composée de plusieurs sites classés : vallée du Loing et de l'Orvanne et moyenne vallée de l'Essonne, ainsi que deux sites Natura 2000 : Massif de Fontainebleau[3] et Pelouses calcaires du Gâtinais[4].
- La zone tampon correspond aux sites inscrits de la vallée de la Juine, de la vallée de l'École, de la forêt des Trois-Pignons, ainsi qu'un espace naturel sensible : les basses vallées de l'Essonne et de la Juine, reconnu pour sa bonne gestion par l'inscription sur la liste verte de l'UICN depuis 2021.

La Réserve de biosphère de Fontainebleau et du Gâtinais représente 1/7 du territoire de la Région Île-de-France.

### Population et communes
La Réserve de biosphère accueille 130 communes soit plus de 298 000 habitants. Les communes les plus peuplées sont Milly-la-Forêt, Avon, Fontainebleau, Mennecy, Nemours, Saint-Fargeau et Dammarie-les-Lys.
| Achères-la-forêt          |
| Amponville                |
| Arbonne-la-Forêt          |
| Auvernaux                 |
| Auvers-Saint-Georges      |
| Avon                      |
| Bagneaux-sur-Loing        |
| Ballancourt-sur-Essonne   |
| Barbizon                  |
| Baulne                    |
| Blandy                    |
| Boigneville               |
| Bois-Herpin               |
| Bois-le-Roi               |
| Boissise-le-Roi           |
| Boissy-aux-Cailles        |
| Boissy-le-Cutté           |
| Boulancourt               |
| Bouray-sur-Juine          |
| Bourron-Marlotte          |
| Boutigny-sur-Essonne      |
| Bouville                  |
| Brouy                     |
| Buno-Bonnevaux            |
| Burcy                     |
| Buthiers                  |
| Cély-en-Bière             |
| Cerny                     |
| Chailly-en-Bière          |
| Chamarande                |
| Champagne-sur-Seine       |
| Champcueil                |
| Champmotteux              |
| Chartrettes               |
| Château-Landon            |
| Châtenoy                  |
| Chevannes                 |
| Chevrainvilliers          |
| Courances                 |
| Courdimanche-sur-Essonne  |
| D’Huison-Longueville      |
| Dammarie-les-Lys          |
| Dannemois                 |
| Darvault                  |
| Dormelles                 |
| Écharcon                  |
| Faÿ-Lès-Nemours           |
| Flagy                     |
| Fleury-en-Bière           |
| Fontainebleau             |
| Fontaine-le-Port          |
| Fontenay-le-Vicomte       |
| Fromont                   |
| Garentreville             |
| Gironville-sur-Essonne    |
| Grez-sur-Loing            |
| Guercheville              |
| Guigneville-sur-Essonne   |
| Héricy                    |
| Itteville                 |
| Janville-sur-Juine        |
| La Chapelle-la-Reine      |
| La Ferté-Alais            |
| La Forêt-Sainte-Croix     |
| La Genevraye              |
| La Madeleine-sur-Loing    |
| La Rochette               |
| Larchant                  |
| Le Coudray-Montceaux      |
| Le Vaudoué                |
| Leudeville                |
| Livry-sur-Seine           |
| Maisse                    |
| Mennecy                   |
| Mespuits                  |
| Milly-la-forêt            |
| Moigny-sur-École          |
| Mondeville                |
| Montcourt-Fromonville     |
| Montigny-sur-Loing        |
| Moret-Loing-et-Orvanne    |
| Nainville-les-Roches      |
| Nanteau-sur-Essonne       |
| Nanteau-sur-Lunain        |
| Nemours                   |
| Noisy-sur-École           |
| Nonville                  |
| Oncy-sur-École            |
| Ormesson                  |
| Ormoy                     |
| Orveau                    |
| Paley                     |
| Perthes                   |
| Poligny                   |
| Pringy                    |
| Prunay-sur-Essonne        |
| Puiselet-le-Marais        |
| Recloses                  |
| Remauville                |
| Roinvilliers              |
| Rumont                    |
| Saint-Fargeau-Ponthierry  |
| Saint-Germain-sur-École   |
| Saint-Mammès              |
| Saint-Martin-en-Bière     |
| Saint-Pierre-lès-Nemours  |
| Saint-Sauveur-sur-École   |
| Saint-Vrain               |
| Samois-sur-Seine          |
| Samoreau                  |
| Soisy-sur-École           |
| Souppes-sur-Loing         |
| Thomery                   |
| Tousson                   |
| Treuzy-Levelay            |
| Ury                       |
| Valpuiseaux               |
| Vayres-sur-Essonne        |
| Vernou-la-Celle-sur-Seine |
| Vert-le-grand             |
| Vert-le-petit             |
| Videlles                  |
| Villecerf                 |
| Villemaréchal             |
| Villemer                  |
| Villeneuve-sur-Auvers     |
| Ville-Saint-Jacques       |
| Villiers-en-Bière         |
| Villiers-sous-Grez        |
| Vulaines-sur-Seine        |

## Gestion
Entre 1998 et 2005, la Réserve de biosphère a transitoirement administrée  par l’Office national des forêts (ONF) et l’Institut européen du développement durable. En 1999, un conseil scientifique, aujourd'hui commun au Parc naturel régional du Gâtinais, a été créé.
En août 2005, l'Association de la Réserve de biosphère de Fontainebleau et du Gâtinais devient coordinatrice de la Réserve. Elle dispose d'un conseil d'administration composé de représentants de l'ONF, de la région Île-de-France, des départements Essonne et Seine-et-Marne, des collectivités, du Parc naturel régional du Gâtinais français, des associations du territoire, des Fédérations de pêche et de chasse, des Instituts de recherche et d'enseignement. À ce conseil d'administration s'ajoute un conseil scientifique pluridisciplinaire ainsi qu'un « conseil éducation et citoyenneté ».
Deux renouvellements de la désignation UNESCO ont eu lieu en 2010 et 2023. Le dernier, obtenu difficilement grâce à l'engagement, a démontré les limites de la gouvernance actuelle. Cette dernière devrait évoluer et intégrer plus directement les grands acteurs du territoire afin de mieux gérer les ressources et aboutir ainsi à plus d'efficience.

## Biodiversité
5 000 espèces végétales et 6 600 espèces animales ont été inventoriées dans la Réserve, ainsi qu'une diversité d'habitats tels que landes, prairies calcaires, forêts, tourbières.

## Galerie

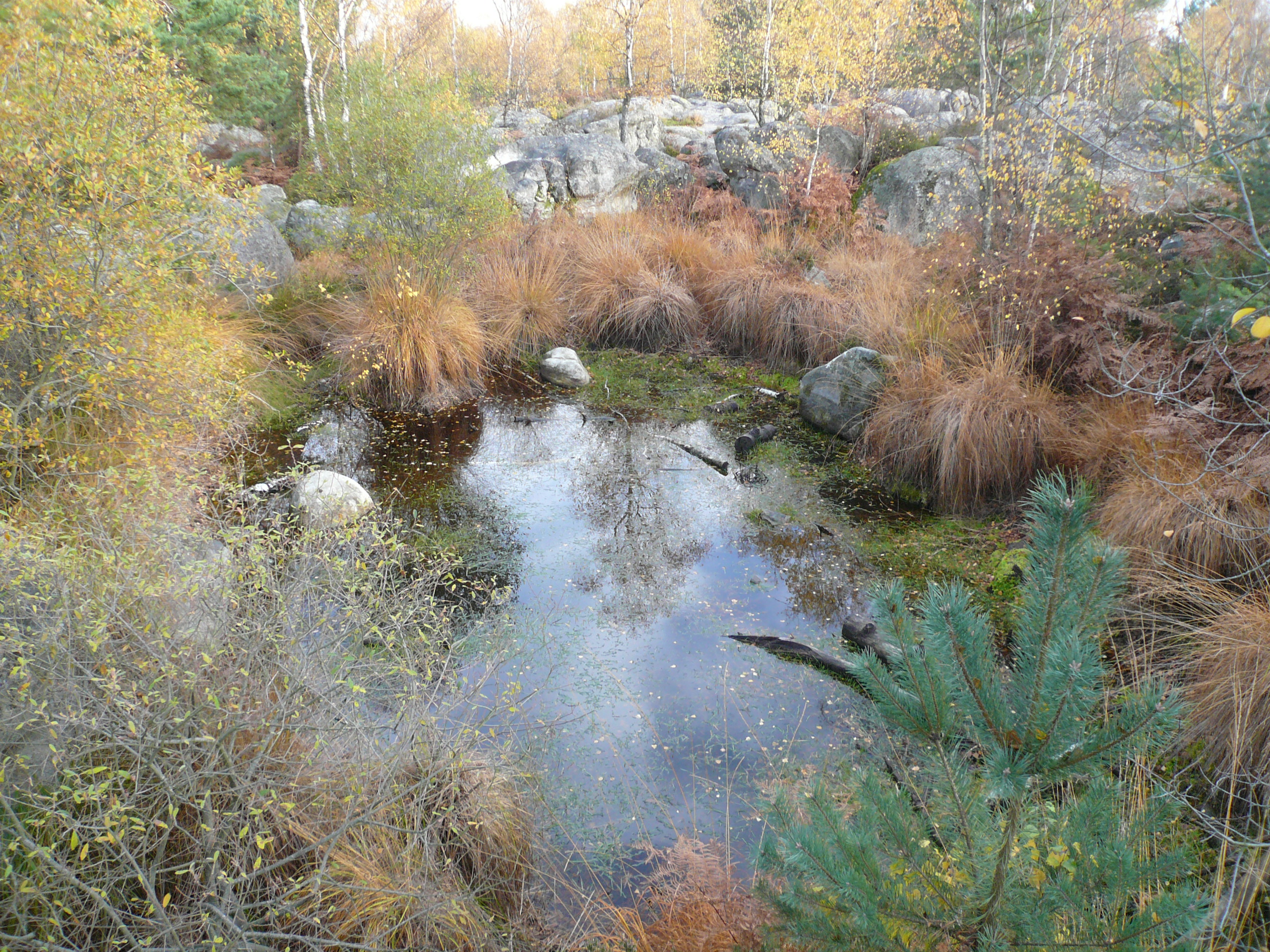
Mare aux biches dans les Gorges d'Apremont (en).
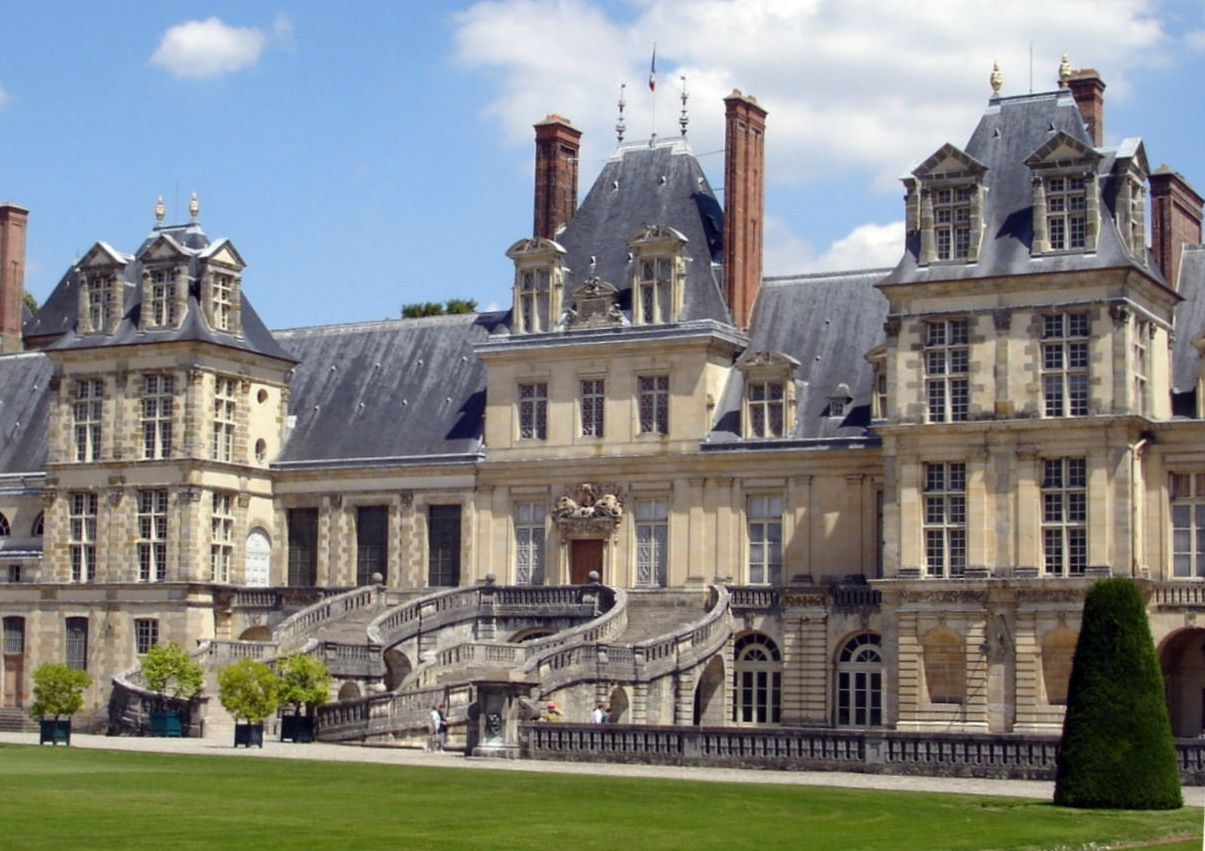
Château de Fontainebleau.
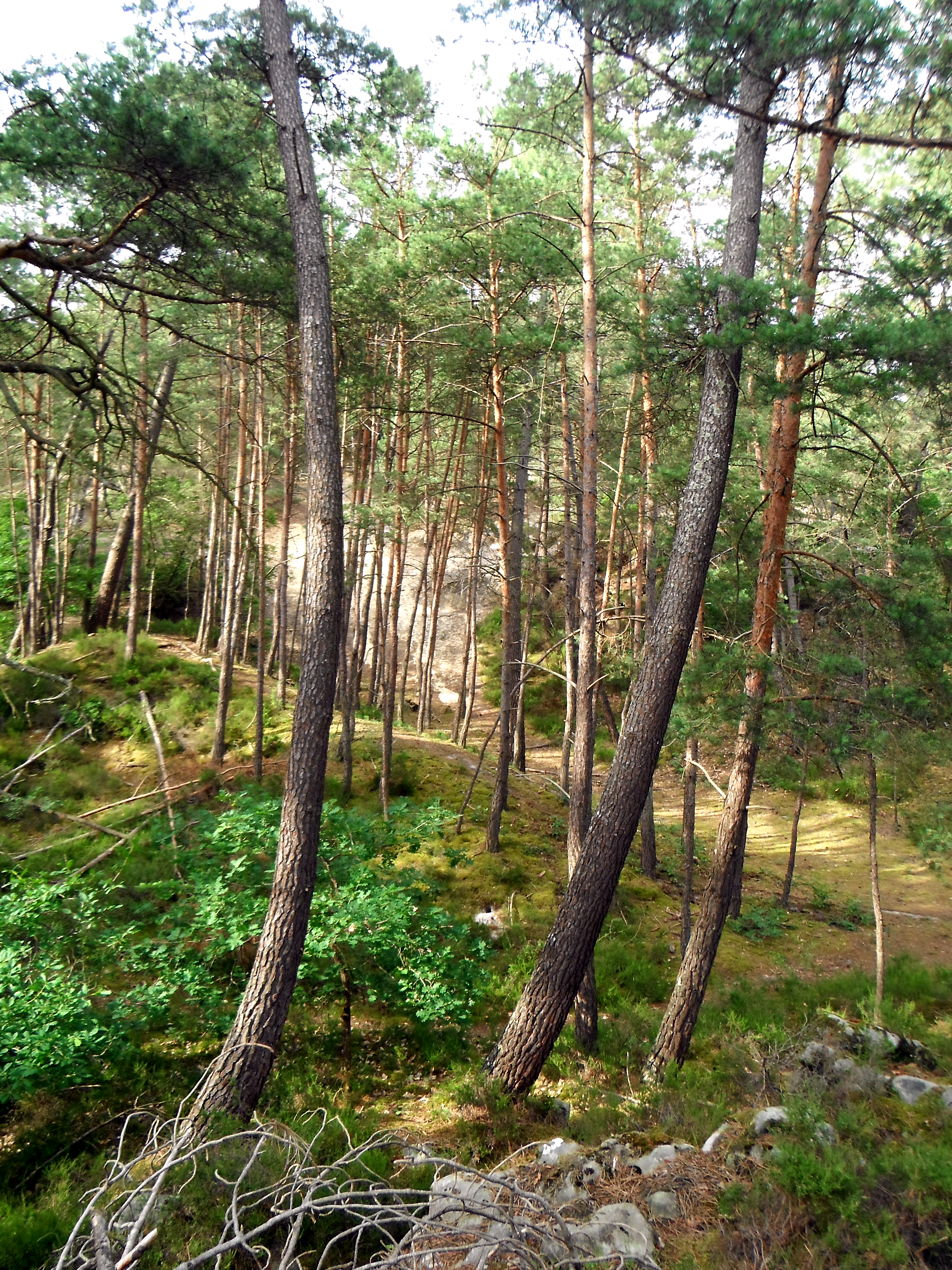
Forêt de Fontainebleau.
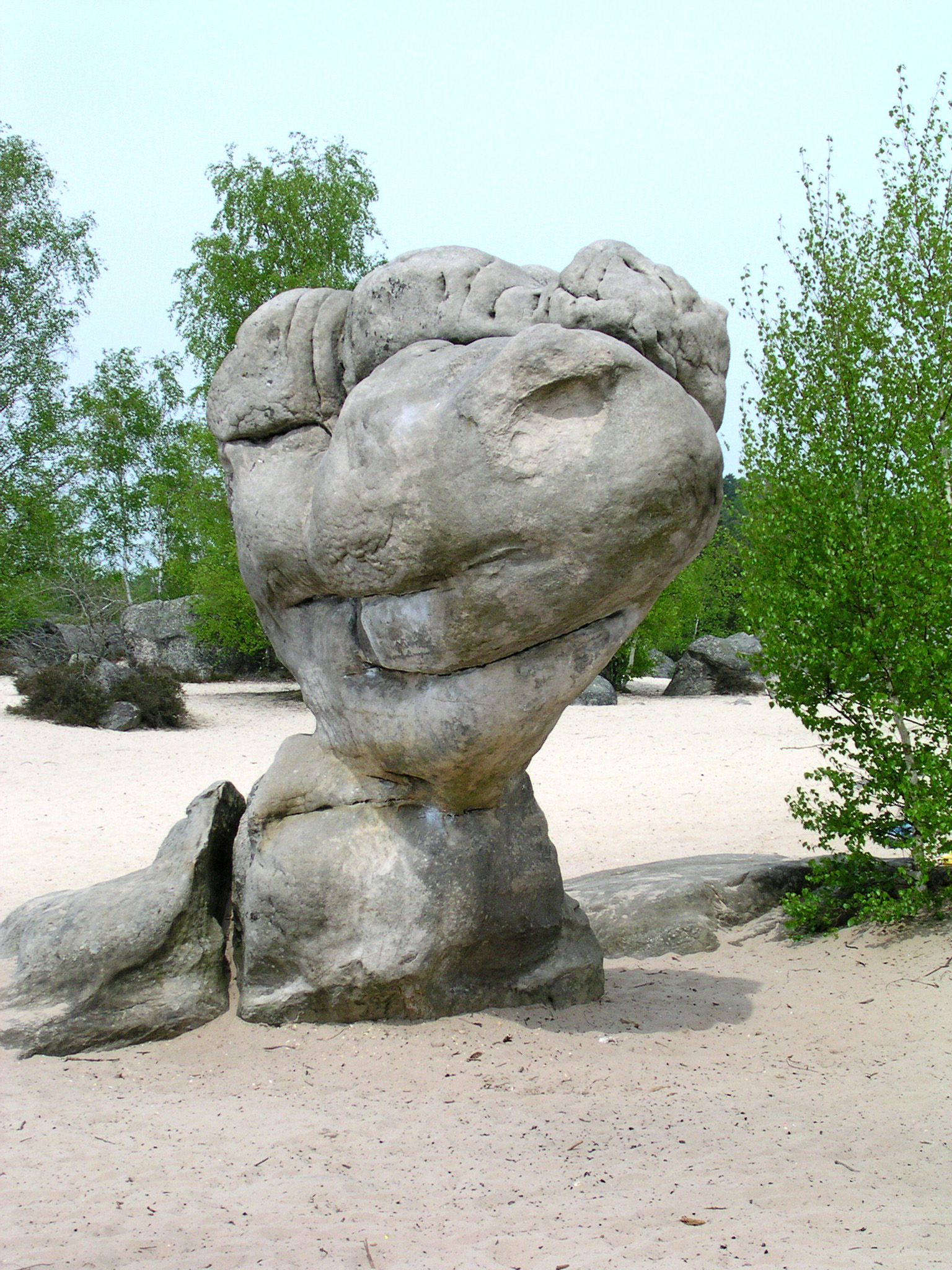
Bilboquet dans les Sables du Cul de Chien en forêt des Trois-Pignons.
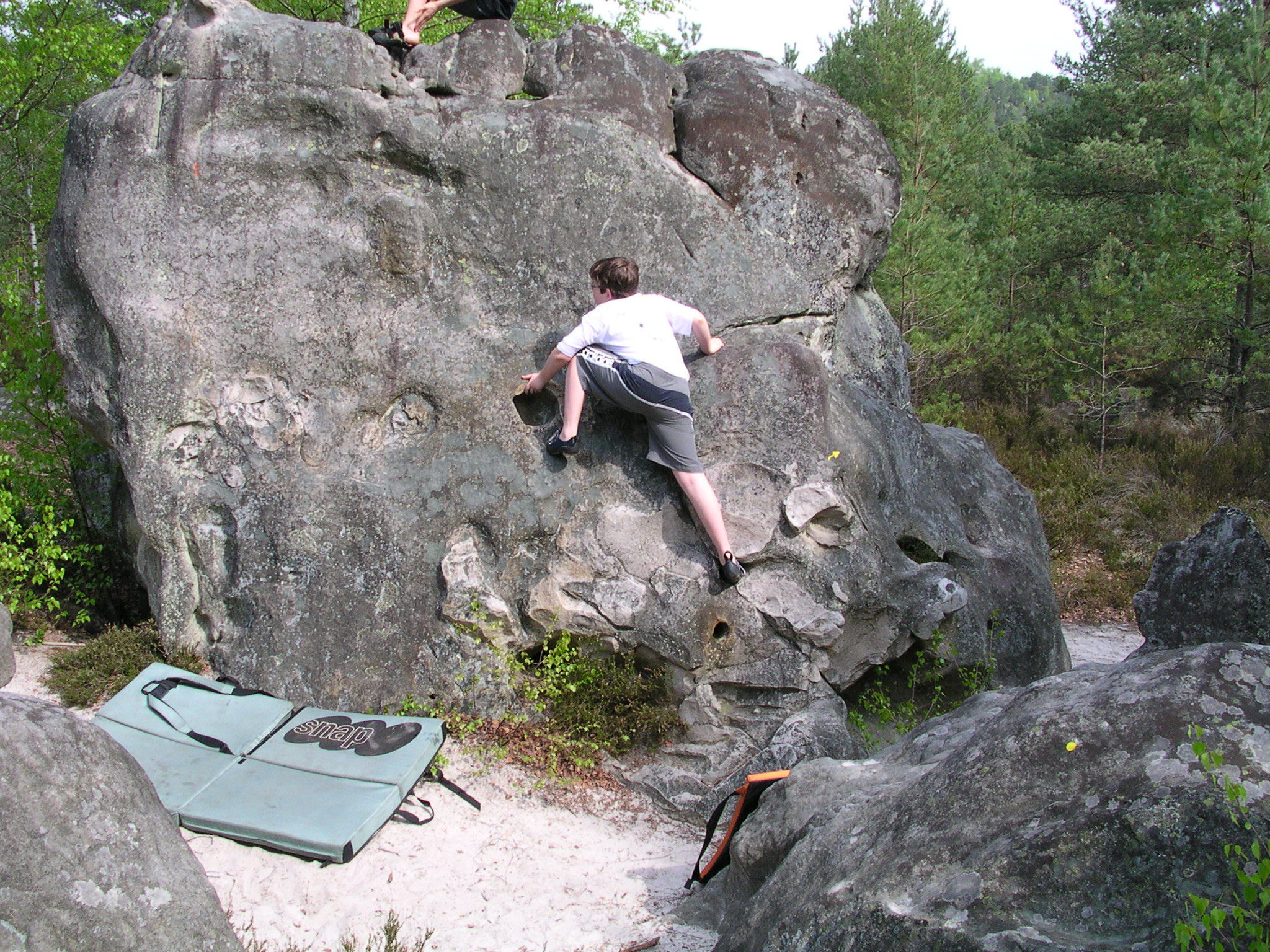
Escalade dans la Réserve à Noisy-sur-École.
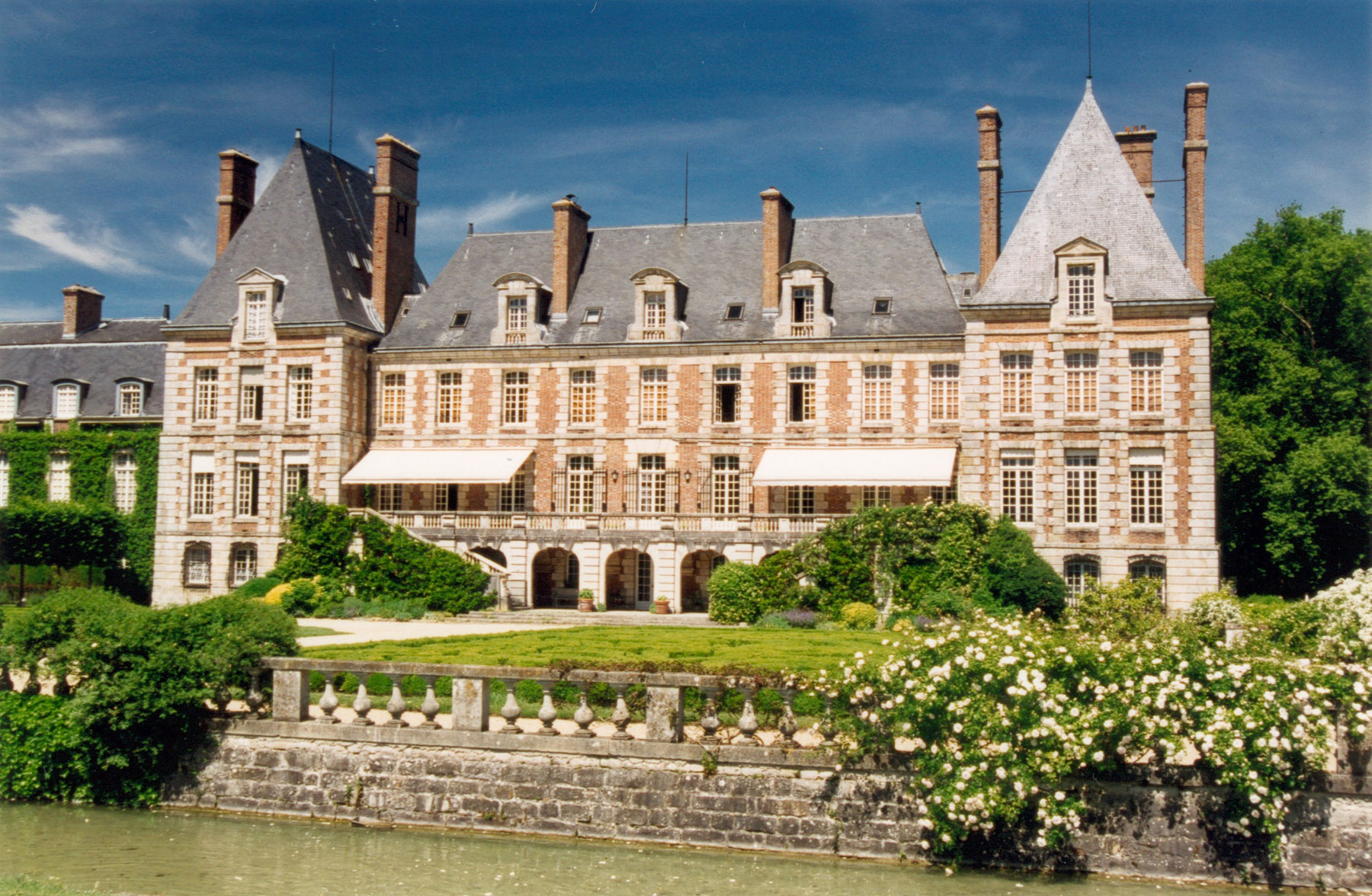
Château de Courances.
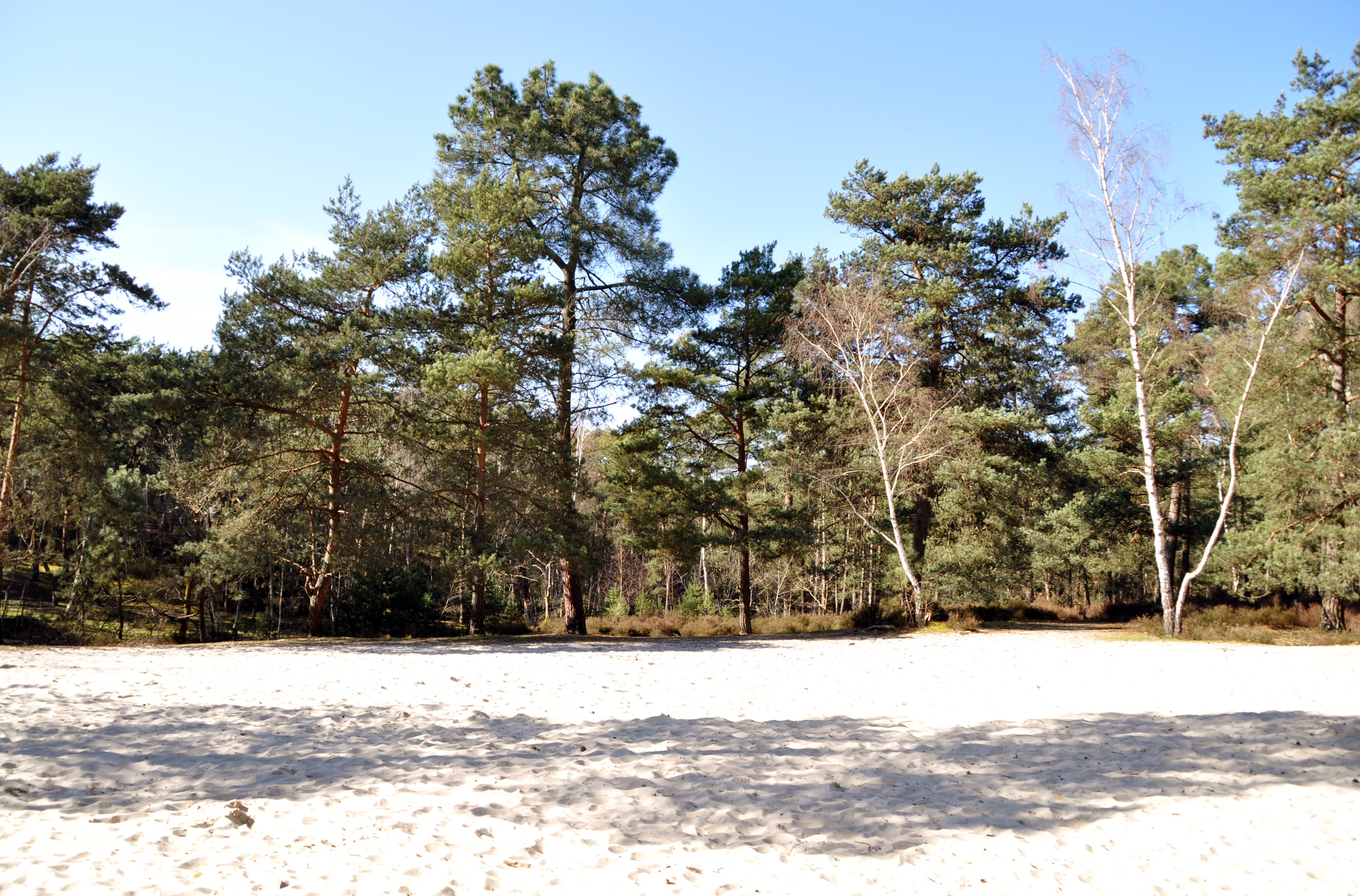
Clairière de sable en forêt à Larchant.
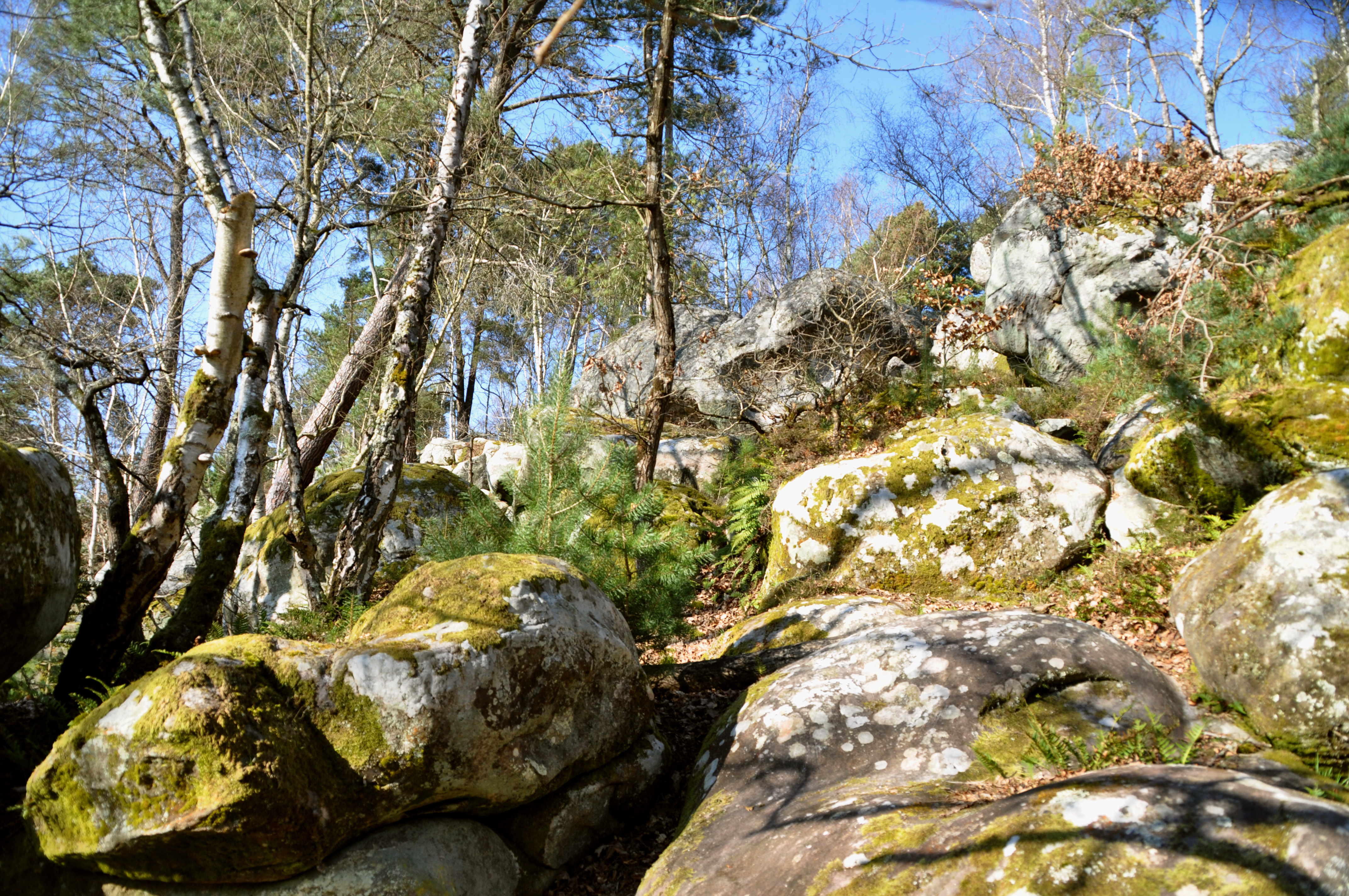
Roches et végétaux en forêt à Buthiers.
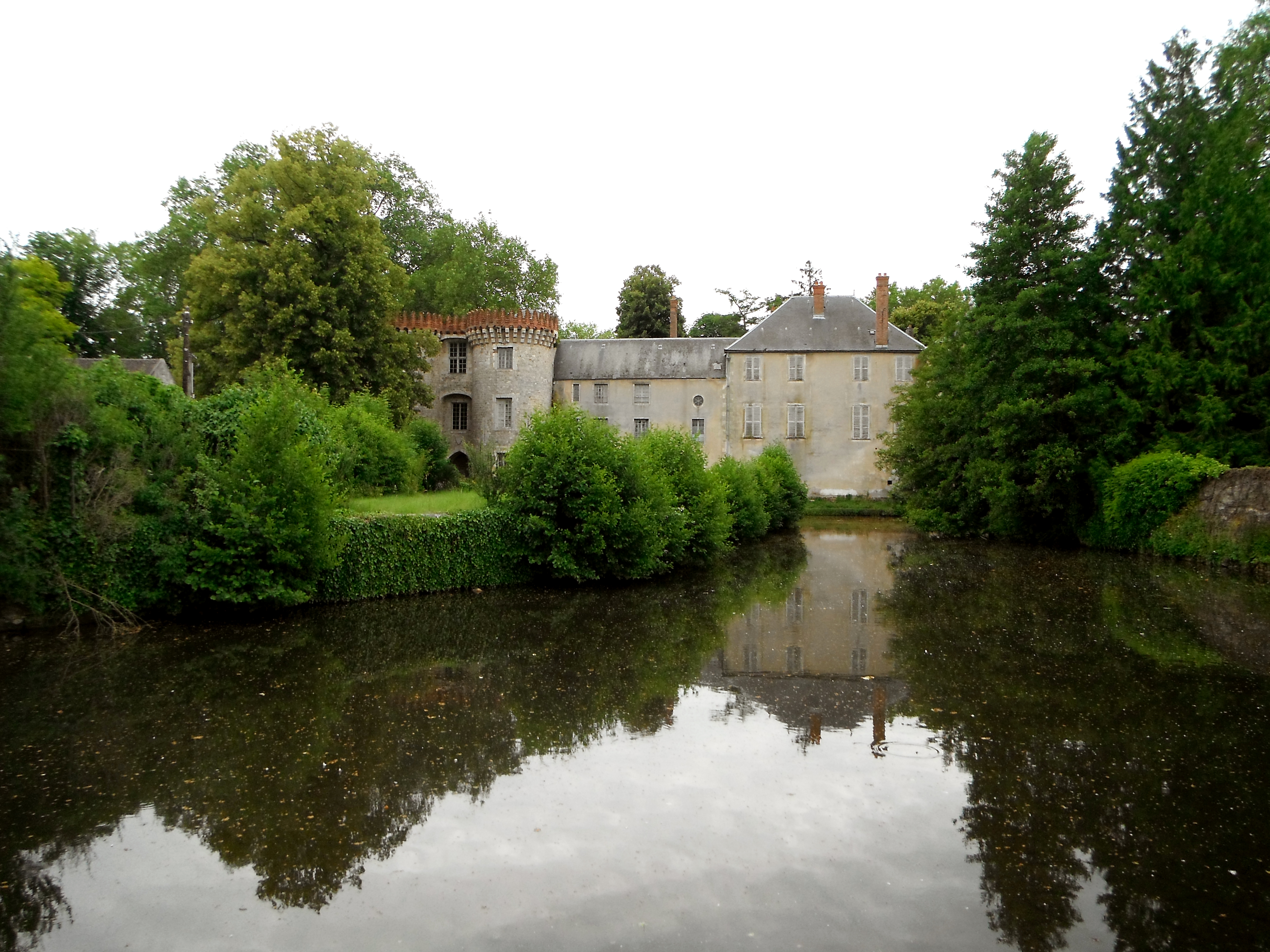
Rivière École au château de la Bonde, à Milly-la-Forêt.
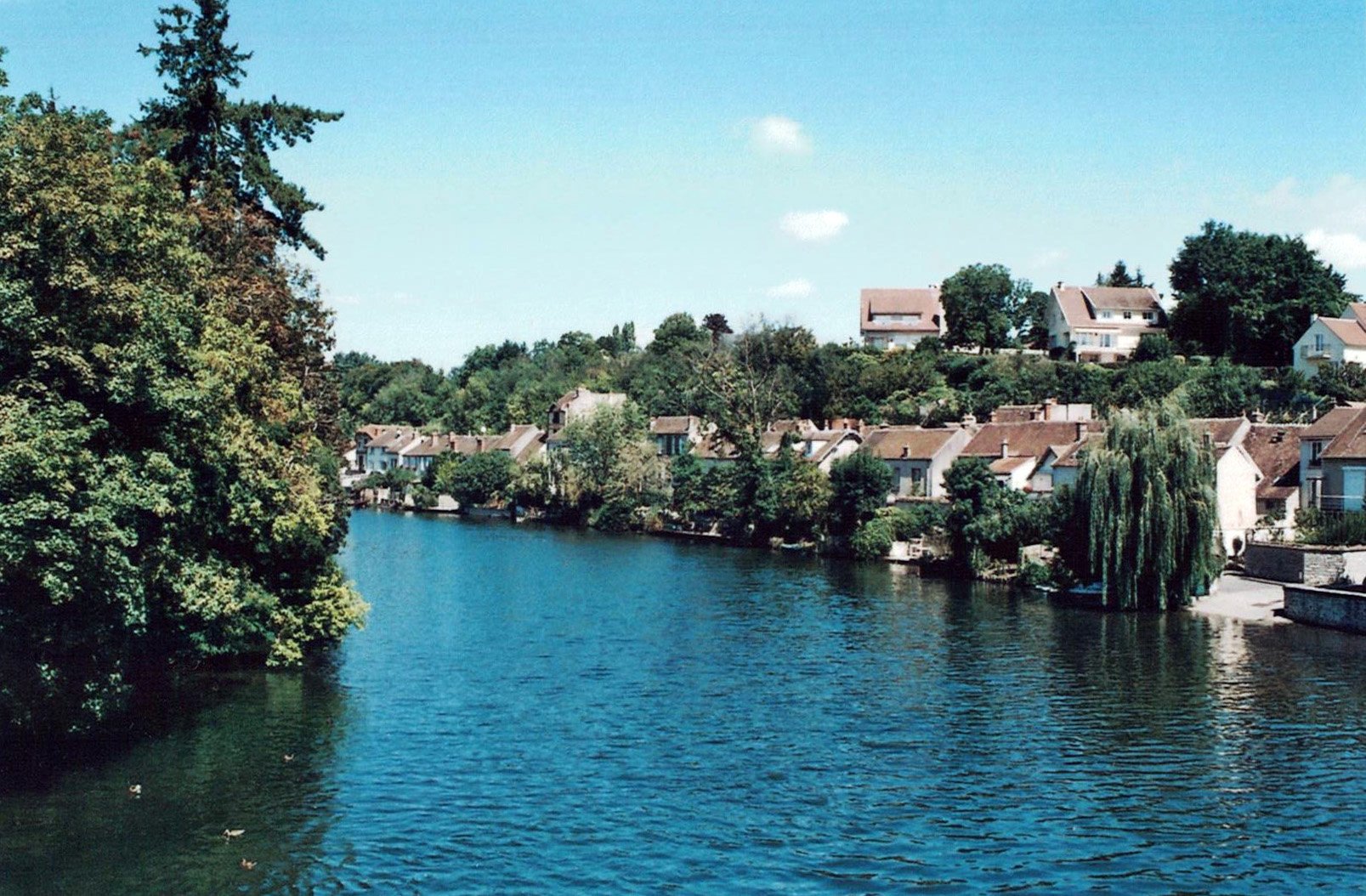
Rivière Loing à Nemours.